# Серегулово
Серегу́лово (рос. Серегулово, башк. Сиреғол) — присілок у складі Зіанчуринського району Башкортостану, Росія. Адміністративний центр Байдавлетовської сільської ради.
Населення — 306 осіб (2010; 373 в 2002).
Національний склад:
- башкири — 84%